# 足立美術館

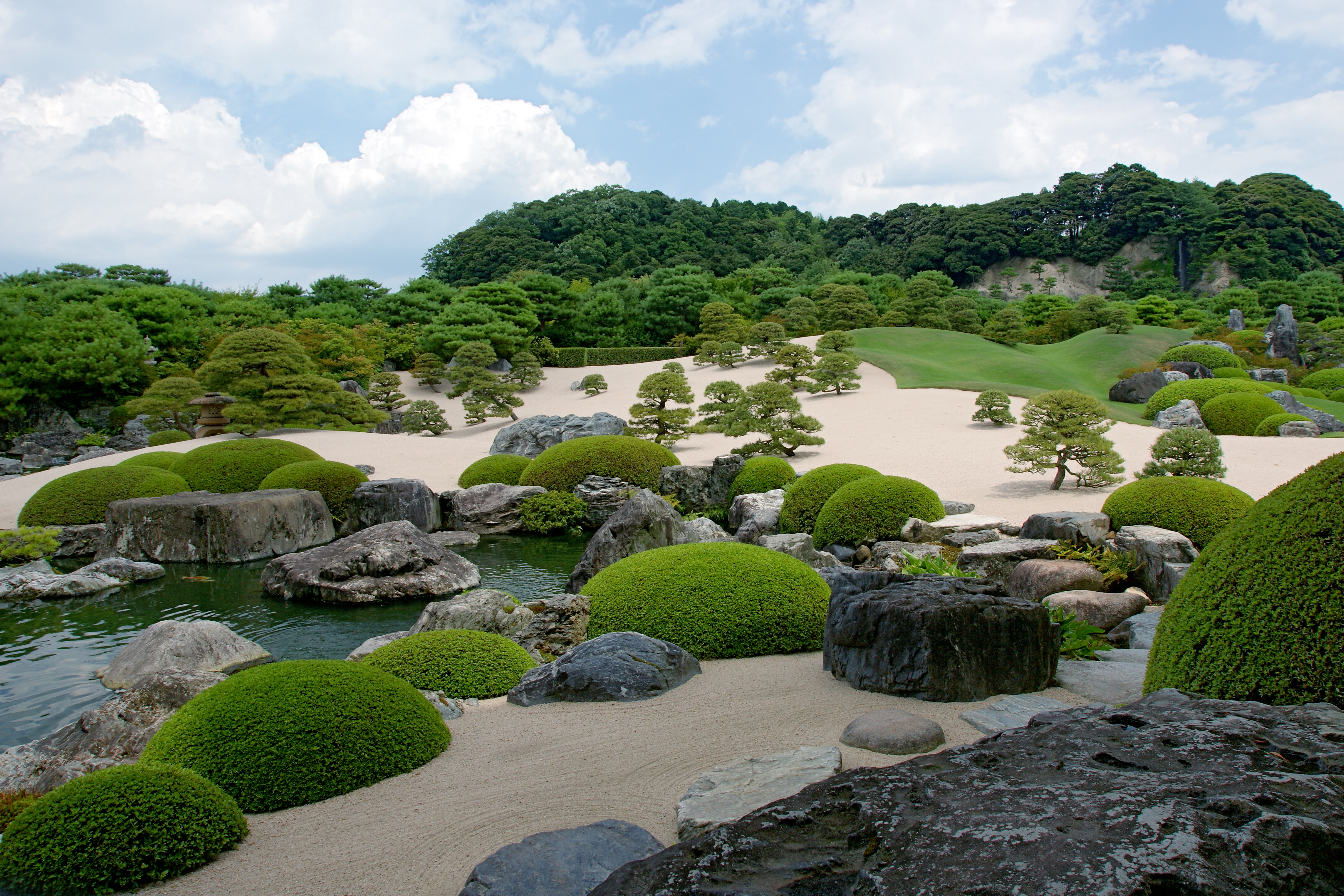
白砂青松庭

足立美術館（日语：あだちびじゅつかん）是位於日本島根縣安來市的一座博物館，主要收藏近代日本畫，由公益財團法人足立美術館運營。美術館以收藏有130件横山大觀的作品和日本庭園而著稱。足立美術館由當地實業家足立全康在1970年時開館。美術館的日本庭園被美國日本庭園專門雜誌連續13連評為日本第一的日本庭園，並被法國米其林指南給予三星評價。

## 外部連結
- 足立美術館 （页面存档备份，存于）（官方網站）
- 日本庭園ランキング(Journal of Japanese Gardening) （页面存档备份，存于）